# Friedrichsgrün (Muldenhammer)
Friedrichsgrün ist eine zum Ortsteil Hammerbrücke gehörige Ortslage der Gemeinde Muldenhammer im sächsischen Vogtlandkreis.

## Geographie

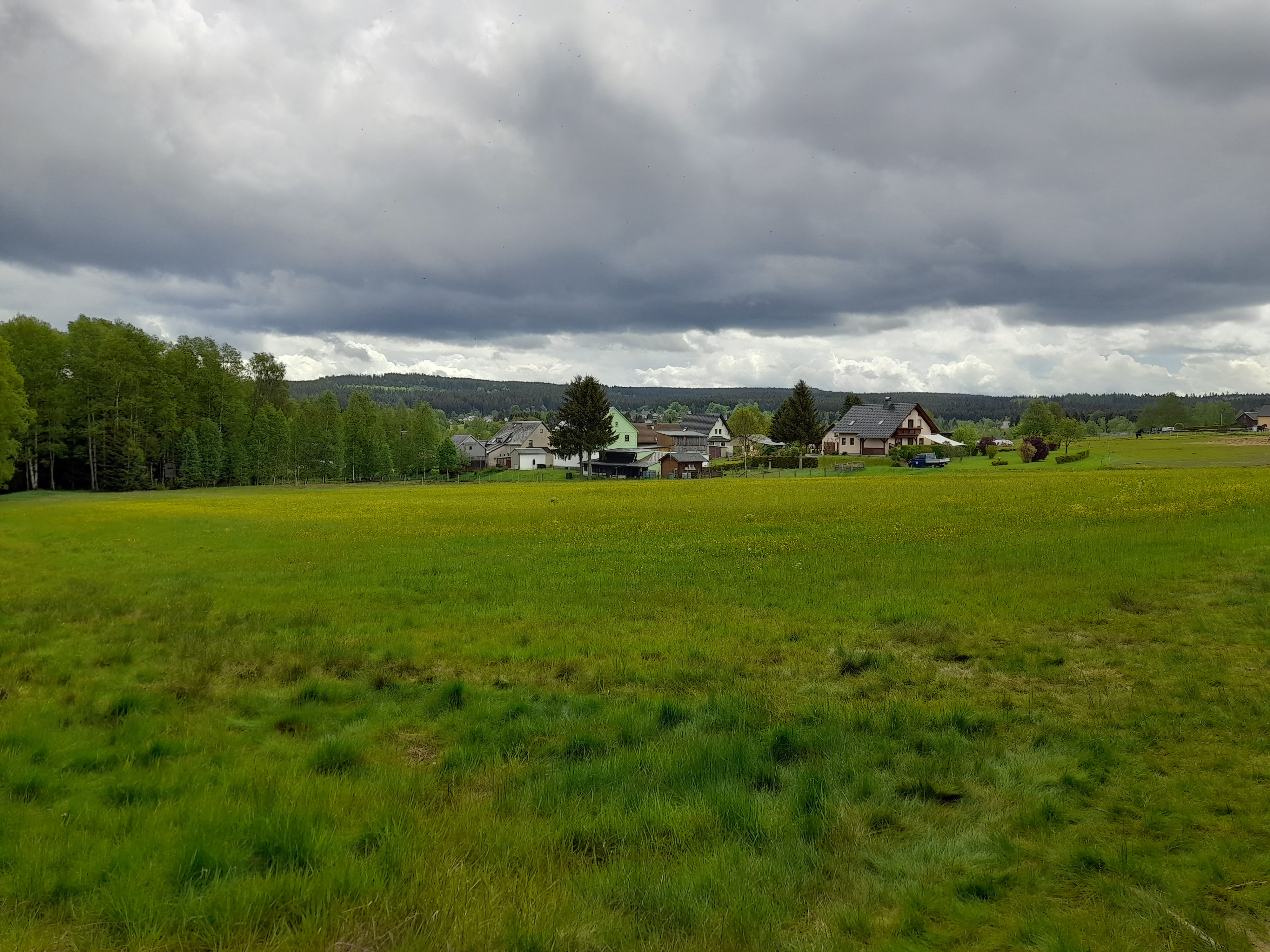
Bergwiese in Friedrichsgrün

### Geographische Lage und Verkehr
Friedrichsgrün liegt nordöstlich von Hammerbrücke auf etwa 672 m im Südosten des sächsischen Teils des historischen Vogtlands, gehört jedoch bezüglich des Naturraums aufgrund seiner Lage im Tal der Zwickauer Mulde bereits zum Westerzgebirge. An Friedrichsgrün erinnert heute die Friedrichsgrüner Straße. Zu Friedrichsgrün gehört die Ortslage Boda. Friedrichsgrün ist ein lockeres Reihendorf und umfasst mit Boda 646 ha. Die gesamte Ortsflur liegt im Naturpark Erzgebirge/Vogtland. Der Moorlehrpfad „Am alten Torfstich“/Muldenwiesen führt in Friedrichsgrün durch Areale, die zu den Naturschutzgebieten Am alten Floßgraben und Muldenwiesen gehören.
Durch Friedrichsgrün führt die Staatsstraße 302 und die Trasse der Bahnstrecke Chemnitz–Aue–Adorf (CA-Linie), deren Abschnitt Schönheide–Hammerbrücke seit 2008 durch den Förderverein Historische Westsächsische Eisenbahnen im Touristik- und Ausflugsverkehr mit einer Motordraisine befahren wird.

### Nachbarorte
|              | Beerheide                                   |                 |
| Hammerbrücke | Kompassrose, die auf Nachbargemeinden zeigt | Tannenbergsthal |
| Muldenberg   |                                             | Schneckenstein  |

## Geschichte

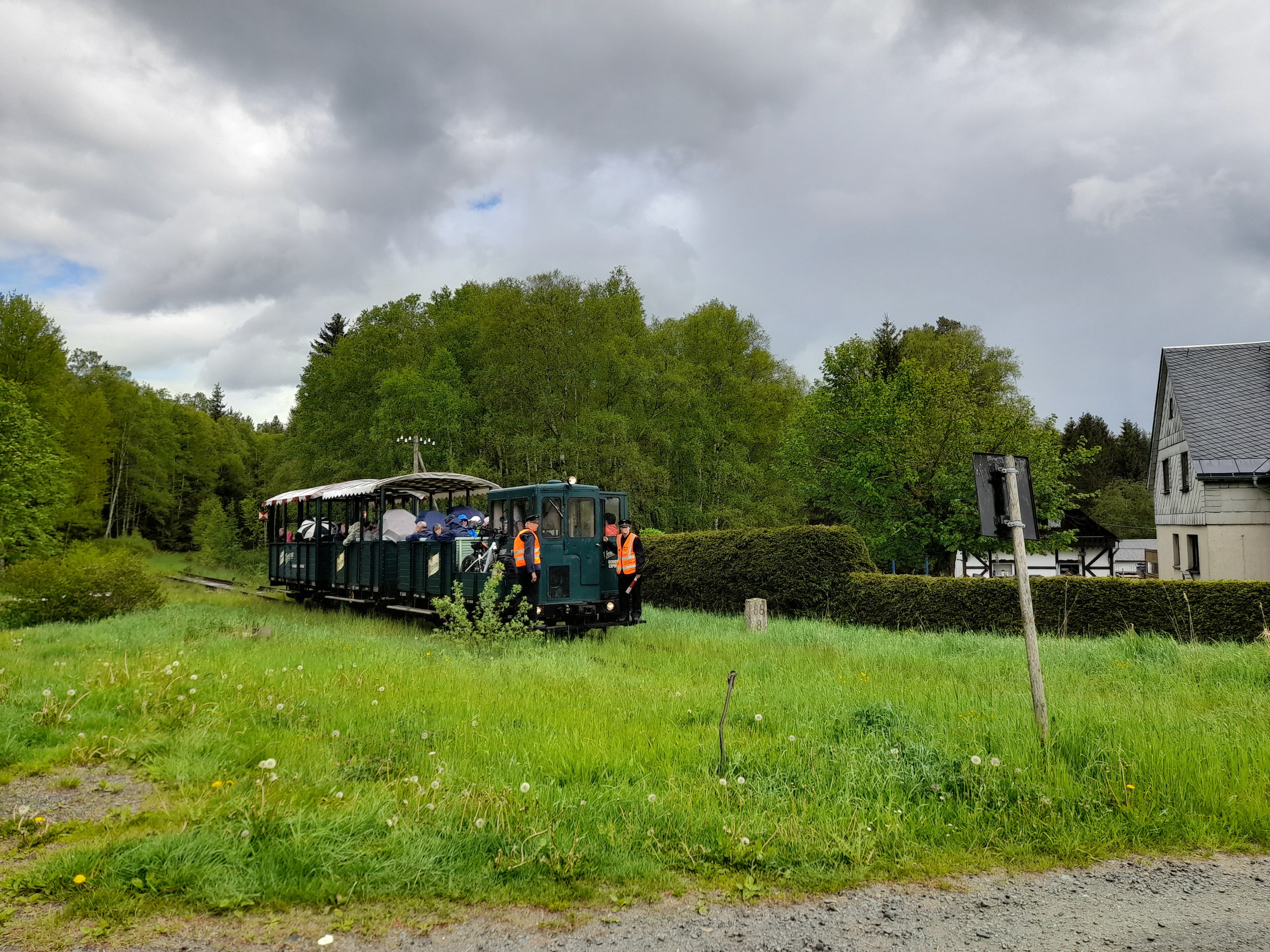
Bahnübergang Kannelgasse (Friedrichsgrün/Hammerbrücke) mit Wernesgrüner Schienenexpress (2024)

Der Ort ist spätestens 1791 als Friedrichsgruͤn erstmals erwähnt. 1875 gibt es die Nennung Friedrichsgrün b. Falkenstein. 1787 war der Ort dem Rittergut Falkenstein zugehörig.
1791 gehörte Friedrichsgrün zum Amt Plauen, 1816 zum Amt Voigtsberg, 1843 erneut zum Amt Plauen mit Pausa, 1856 zum Gerichtsamt Falkenstein, später zur Amtshauptmannschaft Auerbach, dem (Land-)Kreis Klingenthal und seit 1996 zum Vogtlandkreis.
Friedrichsgrün wurde Ende des 18. Jahrhunderts angelegt, 1936 zunächst nach Hammerbrücke eingemeindet und gehört folglich seit Oktober 2009 zur Gemeinde Muldenhammer.
| Jahr          | 1792       | 1834 | 1871 | 1890 | 1910 | 1925 |
| ------------- | ---------- | ---- | ---- | ---- | ---- | ---- |
| Einwohnerzahl | 17 Häusler | 423  | 602  | 705  | 805  | 826  |

1910 lag Friedrichsgrün unter den 69 Kommunen der Amtshauptmannschaft Auerbach auf Rang 37 der Einwohnerstatistik. 1925 bekannten sich 736 Einwohner zum evangelisch-lutherischen Glauben, 90 waren andersgläubig.

## Belege
1. ↑  Webseite des Moorlehrpfads in Friedrichsgrün
2. ↑  Webseite des  Förderverein Historische Westsächsische Eisenbahnen
3. ↑  Friedrichsgrün (1) – HOV | ISGV. Abgerufen am 26. August 2023.